# Svjetska izložba
Svjetska izložba je naziv manifestacije koja se u obliku sajma ili izložbe održava od sredine 19. stoljeća pa do danas. Tom manifestacijom upravlja posebno tijelo po nazivom Ured za međunarodne izložbe (kraće BIE, što je kratica iz francuskog jezika za Bureau International des Expositions). BIE ima sjedište u Parizu i danas broji 98 država-članica. Uobičajeni naziv za Svjetske izložbe je EXPO, iako taj naziv nerijetko koriste i razne druge izložbe tematskog tipa, koje nisu pod patronatom BIE-a, te ne nose naziv Svjetske izložbe. 
Prema pravilima BIE-a Svjetske izložbe su podijeljene u dvije kategorije:
Međunarodne prijavljene izložbe:
- Održavaju se svakih 5 godina
- Trajanje: najviše 6 mjeseci
- Površina izložbe: neograničena

Međunarodne priznate izložbe:
- Održavaju se jednom u intervalu između dvije Međunarodne prijavljene izložbe
- Trajanje: najviše 3 mjeseca
- Površina izložbe: do 25 hektara

Osnovna ideja ovih izložbi da sve zemlje dobiju priliku prikazati ostatku svijeta svoj pogled na neku zadanu temu. Zemlje sudionice, u skladu sa zadanom temom, uređuju po vlastitom nahođenju u odvojenim paviljonima svoje izložbene prostore.
Prva svjetska izložba u danšnjem smislu te riječi, održana je 1851. godine u Londonu, u Velikoj Britaniji tadašnjoj vodećoj sili u svijetu. Sve nacije bile su pozvane da doprinesu izložbi koja je predstavila najveća dostignuća svih grana ljudskoga djelovanja. Londonska izložba je ostvarila veliki uspjeh, te su uskoro i drugi veliki gradovi organizirali Svjetske izložbe – Pariz, Beč, Budimpešta, Chicago i drugi.
Ostavština Svjetskih izložbi u više od 150 godina njihovog održavanja, između ostalog uključuje: Eiffelov toranj u Parizu, Atomium u Bruxellesu, izum televizije i dr.
U Hrvatskoj je najpoznatiji Umjetnički paviljon u Zagrebu, koji je bio izgrađen kao Paviljon Kraljevine Hrvatske i Slavonije za Svjetsku izložbu u Budimpešti 1896. godine, te je kasnije premješten u Zagreb.

## Popis Svjetskih izložbi
- Prva svjetska izložba, London 1851.
- Exposition Universelle, Pariz 1855.
- 1862. – London
- 1867. – Pariz
- Svjetska izložba, Beč 1873
- Centennial Exhibition, Philadelphia 1876.
- Exposition Universelle, Pariz 1878.
- 1880. – Melbourne
- 1888. – Barcelona
- Exposition Universelle, Pariz 1889.
- 1893. – Chicago
- 1897. – Bruxelles
- Exposition Universelle, Pariz 1900.
- 1904. – St. Louis
- 1905. – Liège
- 1906. – Milano
- 1910. – Bruxelles
- 1913. – Gent
- 1915. – San Francisco
- 1929. – Barcelona
- 1933. – Chicago
- 1935. – Bruxelles
- 1937. – Pariz
- 1939. – New York
- 1949. – Port-au-Prince
- 1958. – Bruxelles
- 1962. – Seattle
- 1967. – Montreal
- 1970. – Osaka
- 1992. – Sevilla
- 2000. – Hannover
- 2005. – Nagoya
- 2010. – Šangaj
- 2015. – Milano
- 2020. – Dubai
- 2025. – Osaka
- 2030. – Riyadh

## Expo 2000 Hannover
- Hrvatski paviljon
- Žičara

## Vanjske poveznice
- Bureau International des Expositions
- Croatia EXPO  Arhivirana inačica izvorne stranice od 1. kolovoza 2015. (Wayback Machine)